# Münzbesuchsprägung
Als Münzbesuchsprägungen werden Gedenkmünzen bezeichnet, die anlässlich des Besuchs von Regenten oder deren Familienangehörigen in ihrer Gegenwart in der Münzstätte geprägt werden.
Die verwendeten Schrötlinge mussten im Metallgehalt den geltenden Münzgesetzen entsprechen, damit die Münzen im Umlauf als Geldmünzen akzeptiert werden konnten. Die Prägung der Bildseite erfolgte grundsätzlich mit Stempel der aktuellen Umlaufmünzen. Für die Rückseite (bei den Umlaufmünzen die Wappenseite) wurde jeweils ein gesonderter Stempel mit der Gedenkinschrift vorbereitet.
Deutsche Münzbesuchsprägungen begannen erst im 19. Jahrhundert mit dem zunehmenden Interesse der Regenten für die wirtschaftliche Entwicklung ihrer Länder und für den technischen Fortschritt.
Allerdings beschränkten sich die Münzbesuchsprägungen auf folgende Länder:
- Königreich Sachsen – Besuch der Münzstätten Dresden 1839 und 1855, Muldenhütten 1892, 1903 und 1905
- Königreich Hannover – Besuch der Münzstätten Clausthal 1839, Hannover 1853 und 1854
- Großherzogtum Baden – Besuch der Münzstätte Karlsruhe 1832
- Herzogtum Nassau – Besuch der Münzstätten Ehrenbreitstein 1815, Wiesbaden 1831 und 1861

Geprägt wurden nach dem Nominal Münzbesuchstaler mit verschiedenem Münzfuß, ein Münzbesuchspfennig (Hannover) und Münzbesuchsmünzen auf 2-Mark-Schrötling der Reichswährung (Sachsen).

## Münzbesuchsprägungen im Königreich Sachsen
Die ersten Münzbesuchstaler des seit 1806 bestehenden Königreichs Sachsen wurden anlässlich des Besuchs der Münzstätte Dresden 1839 durch die sächsischen Prinzen Albert (1828–1902), Ernst (1831–1847), Georg (1832–1904) und der Prinzessin Elisabeth (1830–1912) geprägt. In den Münzakten sind diese Exemplare nicht aufgeführt. Vermutlich wurden Taler-Schrötlinge des für Sachsen neuen 14-Taler-Münzfußes verwendet, deren Herstellung 1839 begann. Nur die bekannten vier Exemplare ohne Randschrift sind in der Medaillenprägung verzeichnet. Anscheinend sind es die den Besuchern geschenkten Stücke.
| Münzbesuchstaler im Wert von 1 Taler K. Sächsisch Courant                         | |
| Königreich Sachsen / König Friedrich August II. (6. Juni 1836 bis 9. August 1854) | |
| Avers:                                                                            | Kopfbild des Königs nach rechts; unter dem Halsabschnitt Münzmeisterzeichen G; Titelumschrift von links beginnend: FRIEDRICH AUGUST V(on). G(ottes). G(naden). KOENIG V(on). SACHSEN |
| Revers:                                                                           | Inschrift in 10 Zeilen: DEM PRINZEN / ALBERT ERNST / GEORG / UND DER PRINZESSIN / ELISABETH V(on). SACHS(en). / BEI IHREM BESUCHE / IN DER MÜNZE / ZU DRESDEN / IM JAHRE / 1839 |
| Rand:                                                                             | beidseitig glatter Randstab mit Perlkreis, Randschrift: * ~ ♔ ~ * GOTT * SEGNE * SACHSEN |
| Münzstätte:                                                                       | Dresden, Münzmeister Johann Georg Grohmann (1833-1844) |
| Münzfuß:                                                                          | Kurantmünze im 14-Taler-Münzfuß, 14 Stück aus der feinen Mark zu 233,855 g Silber |
| Werkstoff:                                                                        | Silber 12 Lot = Ag 750 mit zulässiger Abweichung von 1,0 Grän (etwa 3,5 ‰) und Kupfer Cu 250 |
| Münzgesetz:                                                                       | Prägung vor Inkrafttreten der neuen Münzverfassung am 1. Januar 1841 nach den Vorgaben des Münzvertrages der deutschen Zollvereins-Staaten und der Besonderen Übereinkunft der sich zum 14-Taler-Münzfuß bekennenden Staaten vom 30. Juli 1838 und der Verordnung wegen Ausprägung von Zwei- und Einthalerstücken im 14-Thalerfuße vom 11. Januar 1839 |

| Herstellung                                                                   | Prägejahr | Auflage        |       | Feingewicht | Rauhgewicht    | Ø max.   | Dicke   |
| ----------------------------------------------------------------------------- | --------- | -------------- | ----- | ----------- | -------------- | -------- | ------- |
| Polierte Platte                                                               | 1839      | unbekannt      | Soll: | 16,704 g    | 22,272 ±0,11 g | 34,00 mm | -       |
|                                                                               |           | äußerst selten | Ist:  | -           | 22,265 g       | 34,47 mm | 2,63 mm |
| Alle Daten von abgebildeten Münzen und AKS Land „Sachsen, Königreich“ Nr. 113 |           |                |       |             |                |          |         |

Der zweite Münzbesuchstaler des Königreichs Sachsen wurde unter Anwesenheit des Königs und seiner Begleiter geprägt. Diese Tradition wurde von allen folgenden Regenten des Königreichs fortgesetzt. Die Vorderseite stammt vom alten Talerstempel des Jahrgangs 1854 mit dem noch jünger aussehenden Kopfbild des Königs. Bei den Umlaufmünzen ab 1855 wurde ein neues, älter aussehende Bild des Königs verwendet.
Die Gedenkmünze wurde mit der in § 4 der Münzverfassung vorgeschriebenen Kennzeichnung des Münzfußes versehen. Damit konnte sie im Geldverkehr als Kuranttaler verwendet werden.
| Münzbesuchstaler im Wert von 1 Taler K. Sächsisch Courant                            | |
| Königreich Sachsen / König Johann von Sachsen (10. August 1854 bis 29. Oktober 1873) | |
| Avers:                                                                               | Kopfbild des Königs nach rechts; unter dem Halsabschnitt Münzmeisterzeichen F; Titelumschrift von links beginnend: JOHANN V(on). G(ottes). G(naden). KOENIG V(on). SACHSEN |
| Revers:                                                                              | Innerhalb eines Kreises Inschrift durch eine Leiste getrennt, oben in 3 Zeilen: GEPRAEGT / IN GEGENWART / S(einer). M(ajestät). DES KOENIGS unten in 3 Zeilen mit kleinerer Buchstabengröße DRESDEN / D(en) 24. APRIL / 1855 Umschrift getrennt, oben durch eine Krone und unten durch drei Arabesken: EIN THALER / XIV EINE F(eine). M(ark).                                              |
| Rand:                                                                                | beidseitig glatter Randstab mit Perlkreis, Randschrift: * ~ ♔ ~ * GOTT * SEGNE * SACHSEN |
| Münzstätte:                                                                          | Dresden, Münzmeister Gustav Theodor Fischer (1845–1860) |
| Münzfuß:                                                                             | Kurantmünze im 14-Taler-Münzfuß, 14 Stück aus der feinen Mark zu 233,855 g Silber |
| Werkstoff:                                                                           | Silber 12 Lot = Ag 750 mit zulässiger Abweichung von 1,0 Grän (etwa 3,5 ‰) und Kupfer Cu 250 |
| Münzgesetz:                                                                          | Prägung gemäß Münzverfassung im Königreiche Sachsen vom 20. Juli 1840, in Kraft ab 1. Januar 1841 und in Übereinstimmung mit dem Münzvertrag der deutschen Zollvereins-Staaten und der Besonderen Übereinkunft der sich zum 14-Taler-Münzfuß bekennenden Staaten vom 30. Juli 1838 und der Verordnung wegen Ausprägung von Zwei- und Einthalerstücken im 14-Thalerfuße vom 11. Januar 1839 |

| Herstellung                                                                   | Prägejahr | Auflage        |       | Feingewicht | Rauhgewicht    | Ø max.   | Dicke   |
| ----------------------------------------------------------------------------- | --------- | -------------- | ----- | ----------- | -------------- | -------- | ------- |
| vom Erstabschlag                                                              | 1855      | 5.250 Stück    | Soll: | 16,704 g    | 22,272 ±0,11 g | 34,00 mm | -       |
|                                                                               |           | äußerst selten | Ist:  | -           | 22,290 g       | 34,28 mm | 2,87 mm |
| Alle Daten von abgebildeten Münzen und AKS Land „Sachsen, Königreich“ Nr. 156 |           |                |       |             |                |          |         |

Das Raugewicht pro Stück ergibt sich aus §§ 6 und 12 der Münzverfassung. Danach sollen 21 Stück 1-Taler-Stücke genau 2 Mark wiegen (1 Mark = 233,855 g). Das zulässige Remedium regelt § 8 der Münzverfassung in Übereinstimmung mit dem Dresdner Münzvertrag. Die geringen Abweichungen sollten für eine sichere Wertbeständigkeit der Münzen garantieren. Der anzuwendende Durchmesser ist in § 5 der Münzverfassung vorgeschrieben.
Auch im Deutschen Kaiserreich wurden die Münzstättenbesuche der sächsischen Könige fortgesetzt. Die Münzstätte befand sich ab 1887 in Muldenhütten bei Freiberg. Infolge der Einführung der neuen Reichswährung wurde aber ab 1. Januar 1874 die Prägung von Silbermünzen als Gedenkmünzen nach Artikel 11 des Münzgesetzes vom 9. Juli 1873 untersagt. Trotzdem wurde an den Münzbesuchsprägungen unter Verwendung von 2-Markschrötlinge festgehalten. Ihre Ausgabe musste als Medaille erfolgen. Damit fehlte ihnen offiziell der Zahlungsmittelcharakter. Die Öffentlichkeit akzeptierte sie jedoch als Geldmünze. Das mag auch daran gelegen haben, dass für die Bildseite die Stempel der 2-Mark-Umlaufmünzen verwendet wurden und der Rand ebenfalls wie die Umlaufmünze geriffelt war.
Erst mit der Änderung des Münzgesetzes am 1. Juni 1900 wurde der Bundesrat ermächtigt, Fünfmarkstücke und Zweimarkstücke als Denkmünzen in anderer Prägung herstellen zu lassen.
| Medaille im Wert von 2 Mark Reichswährung                              | |
| Königreich Sachsen / König Albert (30. Oktober 1873 bis 19. Juni 1902) | |
| Avers:                                                                 | Kopfbild des Königs nach rechts; unter dem Halsabschnitt Münzstättenzeichen E; Titelumschrift von links beginnend: ALBERT KOENIG VON SACHSEN                                                                                       |
| Revers:                                                                | Inschrift oben in drei Zeilen und unten in 4 Zeilen durch kleinen Stern mit beidseitigen Querstrichen getrennt: GEPRÄGT / IN GEGENWART / S(einer). M(ajestät). DES KÖNIGS --*-- MÜNZSTÄTTE / MULDNER HÜTTE / D(en). 16.JULI / 1892 |
| Rand:                                                                  | beidseitig glatter Randstab mit Perlkreis, Rand mit 140 Kerben gerade geriffelt, ohne Randschrift |
| Münzstätte:                                                            | Muldenhütten, Münzgraveur Max Barduleck (1871-1911) |
| Münzfuß:                                                               | wie Reichsmünze im 100-Mark-Münzfuß, 50 Stück aus dem Pfund = 500 g feines Silbers |
| Werkstoff:                                                             | Silber Ag 900 mit zulässige Abweichung von Ag 2,7 und Kupfer Cu 100 |
| Münzgesetz:                                                            | Prägung auf 2-Mark-Schrötling, der nach den Vorgaben von Artikel 3 § 1 des Münzgesetzes vom 9. Juli 1873 hergestellt wurde. |

| Herstellung                                                                   | Prägejahr | Auflage     |       | Feingewicht | Rauhgewicht   | Ø max.   | Dicke   |
| ----------------------------------------------------------------------------- | --------- | ----------- | ----- | ----------- | ------------- | -------- | ------- |
| Polierte Platte                                                               | 1892      | unbekannt   | Soll: | 10,00 g     | 11,11 ±0,11 g | 28,00 mm | -       |
| Gesamt                                                                        | 1892      | 1.004 Stück | Ist:  | -           | 11,14 g       | 28,13 mm | 2,04 mm |
| Alle Daten von abgebildeten Münzen und AKS Land „Sachsen, Königreich“ Nr. 172 |           |             |       |             |               |          |         |

Bei der folgenden Münzbesuchsprägung 1903 sind alle Stücke auf der Rückseite durch einen Stempelsprung gekennzeichnet. Der Stempel sprang beim Härten (AKS Land „Sachsen, Königreich“ Nr. 179).
| Medaille im Wert von 2 Mark Reichswährung                             | |
| Königreich Sachsen / König Georg (20. Juni 1902 bis 15. Oktober 1904) | |
| Avers:                                                                | Kopfbild des Königs nach rechts; unter dem Halsabschnitt Münzstättenzeichen E; Titelumschrift von links beginnend: GEORG KOENIG VON SACHSEN                                                                                       |
| Revers:                                                               | Inschrift oben in drei Zeilen und unten in 4 Zeilen durch kleinen Stern mit beidseitigen Querstrichen getrennt: GEPRÄGT / IN GEGENWART / S(einer). M(ajestät). DES KÖNIGS --*-- MÜNZSTÄTTE / MULDNER HÜTTE / D(en). 7. MAI / 1903 |
| Rand:                                                                 | beidseitig glatter Randstab mit Perlkreis, Rand mit 140 Kerben gerade geriffelt, ohne Randschrift |
| Münzstätte:                                                           | Muldenhütten, Münzgraveur Max Barduleck (1871–1911) |
| Münzfuß:                                                              | wie Reichsmünze im 100-Mark-Münzfuß, 50 Stück aus dem Pfund = 500 g feines Silbers |
| Werkstoff:                                                            | Silber Ag 900 mit zulässige Abweichung von Ag 2,7 und Kupfer Cu 100 |
| Münzgesetz:                                                           | Prägung auf 2-Mark-Schrötling, der nach den Vorgaben von Artikel 3 § 1 des Münzgesetzes vom 9. Juli 1873 hergestellt wurde. |

| Herstellung                                                                   | Prägejahr | Auflage     |       | Feingewicht | Rauhgewicht   | Ø max.   | Dicke   |
| ----------------------------------------------------------------------------- | --------- | ----------- | ----- | ----------- | ------------- | -------- | ------- |
| stempelglanz                                                                  | 1903      | 1.004 Stück | Soll: | 10,00 g     | 11,11 ±0,11 g | 28,00 mm | -       |
|                                                                               |           |             | Ist:  | -           | 11,13 g       | 27,92 mm | 2,20 mm |
| Alle Daten von abgebildeten Münzen und AKS Land „Sachsen, Königreich“ Nr. 179 |           |             |       |             |               |          |         |

Die Münzbesuchsprägung unter dem letzten sächsischen König erfolgte ebenfalls mit dem 2-Mark-Schrötling unter Verwendung des 2-Mark-Stempels für die Bildseite.
| Medaille im Wert von 2 Mark Reichswährung                                            | |
| Königreich Sachsen / König Friedrich August (16. Oktober 1904 bis 13. November 1918) | |
| Avers:                                                                               | Kopfbild des Königs nach rechts; unter dem Halsabschnitt Münzstättenzeichen E; Titelumschrift von links beginnend: FRIEDRICH AUGUST KÖNIG V(on). SACHSEN                                 |
| Revers:                                                                              | Inschrift in 7 Zeilen mit unterschiedlicher Buchstabengröße: ZUR / ERINNERUNG / AN DEN BESUCH / SEINER MAJESTÄT DES KÖNIGS / FRIEDRICH AUGUST / AUF DER MULDNER HÜTTE / AM 6. APRIL 1905 |
| Rand:                                                                                | beidseitig glatter Randstab mit Perlkreis, Rand mit 140 Kerben gerade geriffelt, ohne Randschrift                                                                                        |
| Münzstätte:                                                                          | Muldenhütten, Münzgraveur Max Barduleck (1871-1911) |
| Münzfuß:                                                                             | wie Reichsmünze im 100-Mark-Münzfuß, 50 Stück aus dem Pfund = 500 g feines Silbers |
| Werkstoff:                                                                           | Silber Ag 900 mit zulässige Abweichung von Ag 2,7 und Kupfer Cu 100 |
| Münzgesetz:                                                                          | Prägung auf 2-Mark-Schrötling, der nach den Vorgaben von Artikel 3 § 1 des Münzgesetzes vom 9. Juli 1873 hergestellt wurde.                                                              |

| Herstellung                                                                   | Prägejahr | Auflage   |       | Feingewicht | Rauhgewicht   | Ø max.   | Dicke   |
| ----------------------------------------------------------------------------- | --------- | --------- | ----- | ----------- | ------------- | -------- | ------- |
| stempelglanz                                                                  | 1905      | 800 Stück | Soll: | 10,00 g     | 11,11 ±0,11 g | 28,00 mm | -       |
| Polierte Platte                                                               | 1905      | 200 Stück | Ist:  | -           | 11,16 g       | 28,04 mm | 2,88 mm |
| Alle Daten von abgebildeten Münzen und AKS Land „Sachsen, Königreich“ Nr. 187 |           |           |       |             |               |          |         |